# Oktober 1988
Portal Geschichte | Portal Biografien | Aktuelle Ereignisse | Jahreskalender | Tagesartikel

◄ |
19. Jahrhundert |
20. Jahrhundert
| 21. Jahrhundert

◄ |
1950er |
1960er |
1970er |
1980er
| 1990er | 2000er | 2010er | ►

◄ |
1984 |
1985 |
1986 |
1987 |
1988
| 1989 | 1990 | 1991 | 1992 | ►

◄ |
Juli 1988 |
August 1988 |
September 1988 |
Oktober 1988 |
November 1988 |
Dezember 1988 |
Januar 1989 |
►
Dieser Artikel behandelt aktuelle Nachrichten und Ereignisse im Oktober 1988.

## Tagesgeschehen

### Samstag, 1. Oktober 1988
- Seoul/Südkorea: Die deutsche Tennisspielerin Steffi Graf entscheidet bei den Olympischen Spielen das Finale im Dameneinzel für sich und wird als erste Spielerin mit dem Titel „Golden-Slam-Gewinnerin“ geehrt, da sie in diesem Jahr bereits alle vier Turniere der Grand-Slam-Serie gewann.[1]

### Sonntag, 2. Oktober 1988

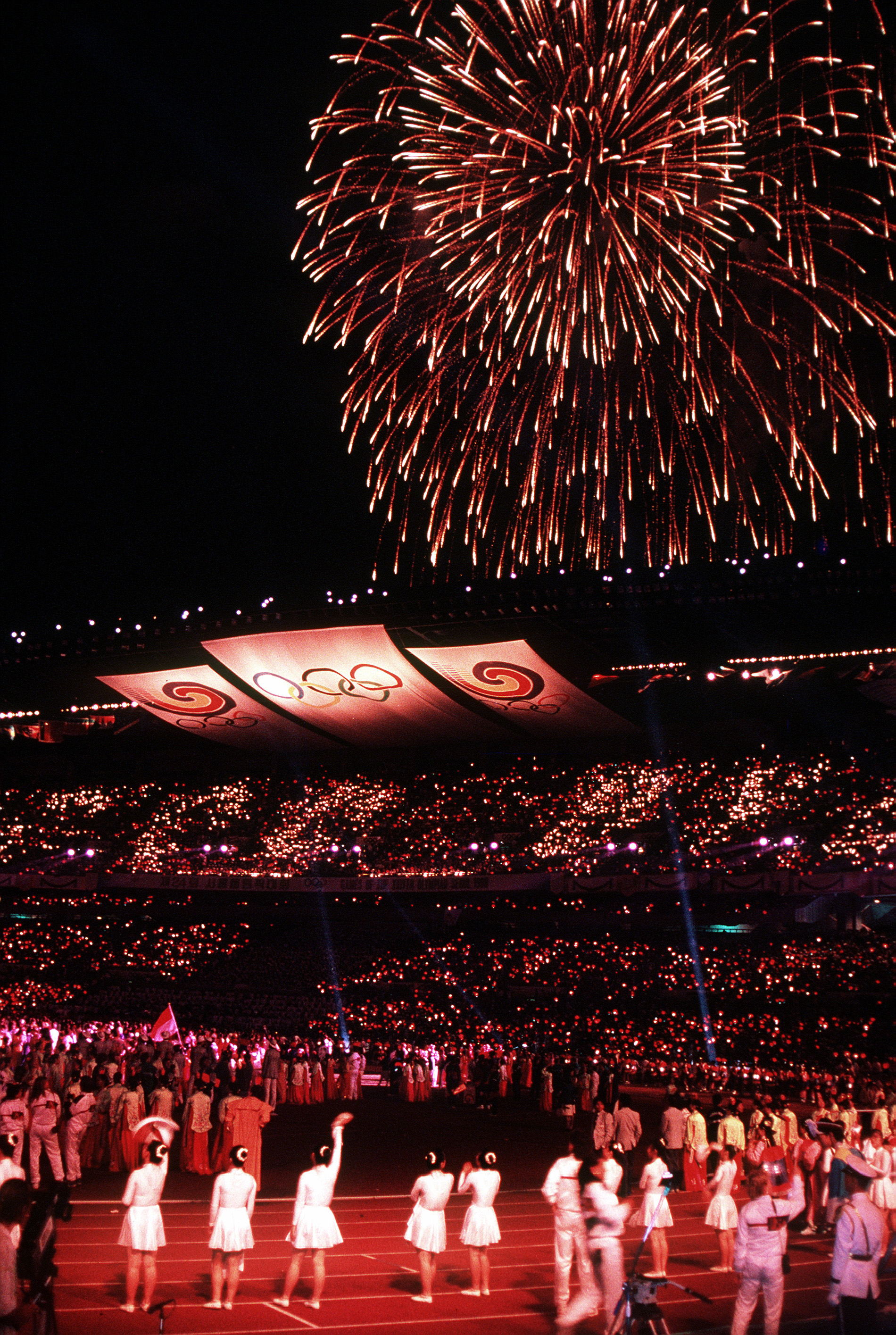
Ende der ersten Olympischen Sommerspiele in Korea

- Düsseldorf/Deutschland: Das neue Gebäude des nordrhein-westfälischen Landtags am Rheinknie wird nach rund siebenjähriger Bauzeit offiziell eröffnet.[2]
- Seoul/Südkorea: Die Olympischen Sommerspiele gehen mit der traditionellen Abschlusszeremonie zu Ende. Die erfolgreichste Nation ist die Sowjetunion mit 132 Medaillen. 112 Medaillen gehen in die DDR, 40 in die BRD, vier in die Schweiz, eine nach Österreich.[3]

### Mittwoch, 5. Oktober 1988

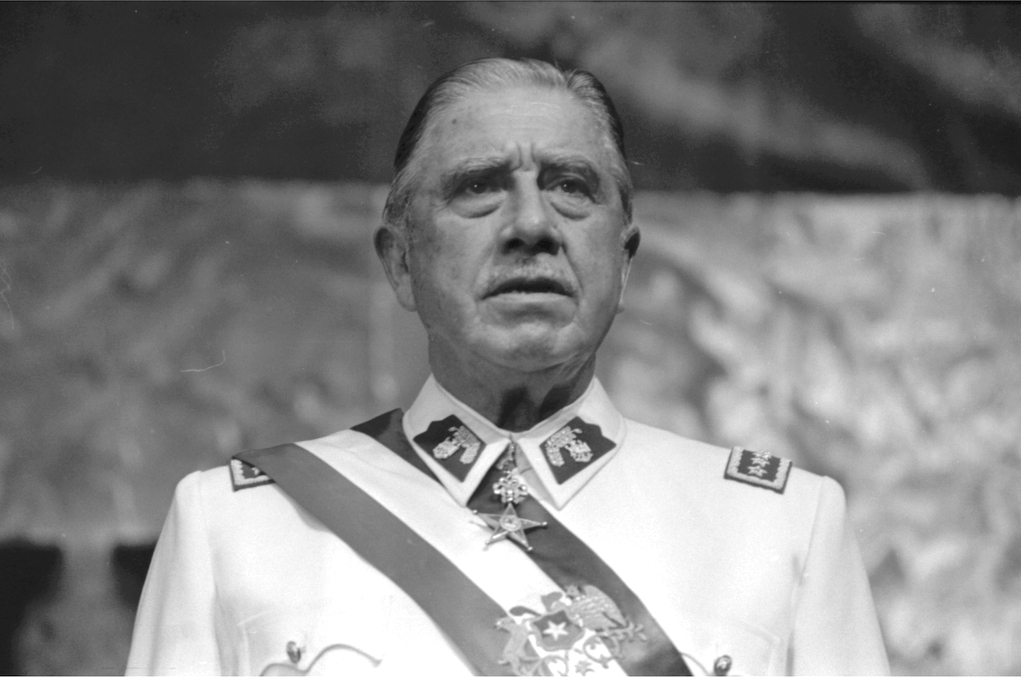
Augusto Pinochet

- Santiago/Chile: Die Wahlberechtigten des Landes stimmen gemäß der Verfassung von 1980 darüber ab, ob der seit 1973 amtierende, diktatorisch regierende Präsident Augusto Pinochet eine weitere Amtszeit erhält. Die Mehrheit der Teilnehmer an dem Referendum stimmt gegen die Verlängerung der Regentschaft Pinochets und für die so genannte „Transition“ zu einem demokratischen Staat.[4]

### Freitag, 7. Oktober 1988
- München/Deutschland: Der am 3. Oktober verstorbene Bayerische Ministerpräsident Franz Josef Strauß (CSU) wird im Beisein von über 50 Staats- und Regierungschefs mit einem Staatsakt in der Münchner Residenz gewürdigt. Danach bringt eine Lafette den Leichnam zum Siegestor, damit die Bevölkerung von Strauß Abschied nehmen kann.[5]
- Trier/Deutschland: Ein orkanartiger Sturm zieht durch die Innenstadt und richtet an über 60 Kraftfahrzeugen Totalschaden an. Die Windgeschwindigkeit des Unwetters im Moseltal wird auf 180 km/h in der Spitze geschätzt.[6]

### Samstag, 8. Oktober 1988
- Wiesbaden/Deutschland: Die Delegierten des Parteitags der FDP wählen zwischen Otto Graf Lambsdorff und Irmgard Adam-Schwaetzer den Nachfolger des Bundesvorsitzenden Martin Bangemann aus. 211 Delegierte entscheiden sich für Lambsdorff und 187 für Adam-Schwaetzer.[7][8]

### Sonntag, 9. Oktober 1988
- Frankfurt am Main/Deutschland: Der deutsche Schriftsteller Siegfried Lenz erhält den Friedenspreis des Deutschen Buchhandels.[9]

### Dienstag, 11. Oktober 1988
- Algerien: Die Streitkräfte schlagen endgültig die vor sechs Tagen ausgebrochenen Unruhen nieder. Seit dem 5. Oktober verloren in verschiedenen Städten des Landes circa 500 meist jugendliche Protestierende ihr Leben. Als Ursachen für die Erhebung gelten fallende Preise für Rohöl, Inflation und Arbeitslosigkeit.[10]
- Washington, D.C./Vereinigte Staaten: In Erinnerung an den Second National March on Washington for Lesbian and Gay Rights (deutsch Zweiter Nationaler Marsch nach Washington für die Rechte von Lesben und Schwulen) von 1987 rufen die Aktivisten den Coming-Out-Tag aus. Sie verstehen es als Ermutigung, sich öffentlich zu der gleichgeschlechtlichen Orientierung, soweit bei sich festgestellt, zu bekennen.[11]

### Mittwoch, 12. Oktober 1988

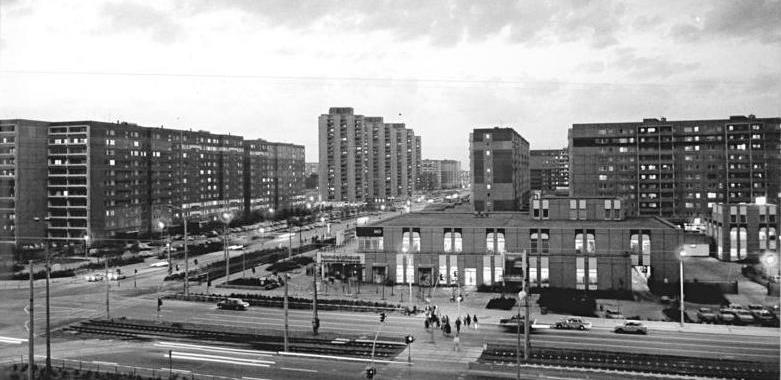
Berlin, Bezirk Hohenschönhausen

- Berlin/Deutschland: Das De-Facto-Staatsoberhaupt der DDR Erich Honecker nimmt im Berliner Bezirk Hohenschönhausen an der Übergabe einer Plattenbauwohnung an eine junge Familie teil. Nach Rechnung der Sozialistischen Einheitspartei Deutschlands handelt es sich um die dreimillionste Wohnung innerhalb des 1971 angelaufenen Programms zum Wohnungsbau. Erich Honecker erklärt das Programm für „erfolgreich abgeschlossen“.[12]

### Donnerstag, 13. Oktober 1988
- Stockholm/Schweden: Der Ägypter Nagib Mahfuz erhält in diesem Jahr den Nobelpreis für Literatur. Eines seiner bekanntesten Werke ist Die Kinder unseres Viertels. Die Jury zeichnet erstmals einen Schriftsteller aus, der Literatur in arabischer Sprache verfasst.[13]

### Samstag, 15. Oktober 1988

Albert Drach

- Darmstadt/Deutschland: Die Deutsche Akademie für Sprache und Dichtung verleiht den Georg-Büchner-Preis an den Österreicher Albert Drach.[14]

### Sonntag, 16. Oktober 1988
- Wien/Österreich: Der Landtag von Niederösterreich vergrößert sich nach 29 Jahren wieder auf drei Parteien. Während die ÖVP-Landesorganisation Volkspartei Niederösterreich und die SPÖ bei der Wahl Stimmenanteile verlieren, vergrößert sich der Zuspruch der FPÖ von 1,7 % im Jahr 1983 auf 9,4 %. Der Wahlerfolg der Freiheitlichen wird Jörg Haider zugeschrieben. In zwei Jahren als Bundesobmann bestätigte er seinen Ruf als „rechtsnationaler“ Provokateur.[15]

### Dienstag, 18. Oktober 1988
- Stockholm/Schweden: Der Franzose Maurice Allais wird in diesem Jahr „für seine Beiträge zur Theorie der Märkte und der effizienten Nutzung von Ressourcen“ den Alfred-Nobel-Gedächtnispreis für Wirtschaftswissenschaften erhalten.[16]

### Mittwoch, 19. Oktober 1988

Logo der Tageszeitung „Der Standard“

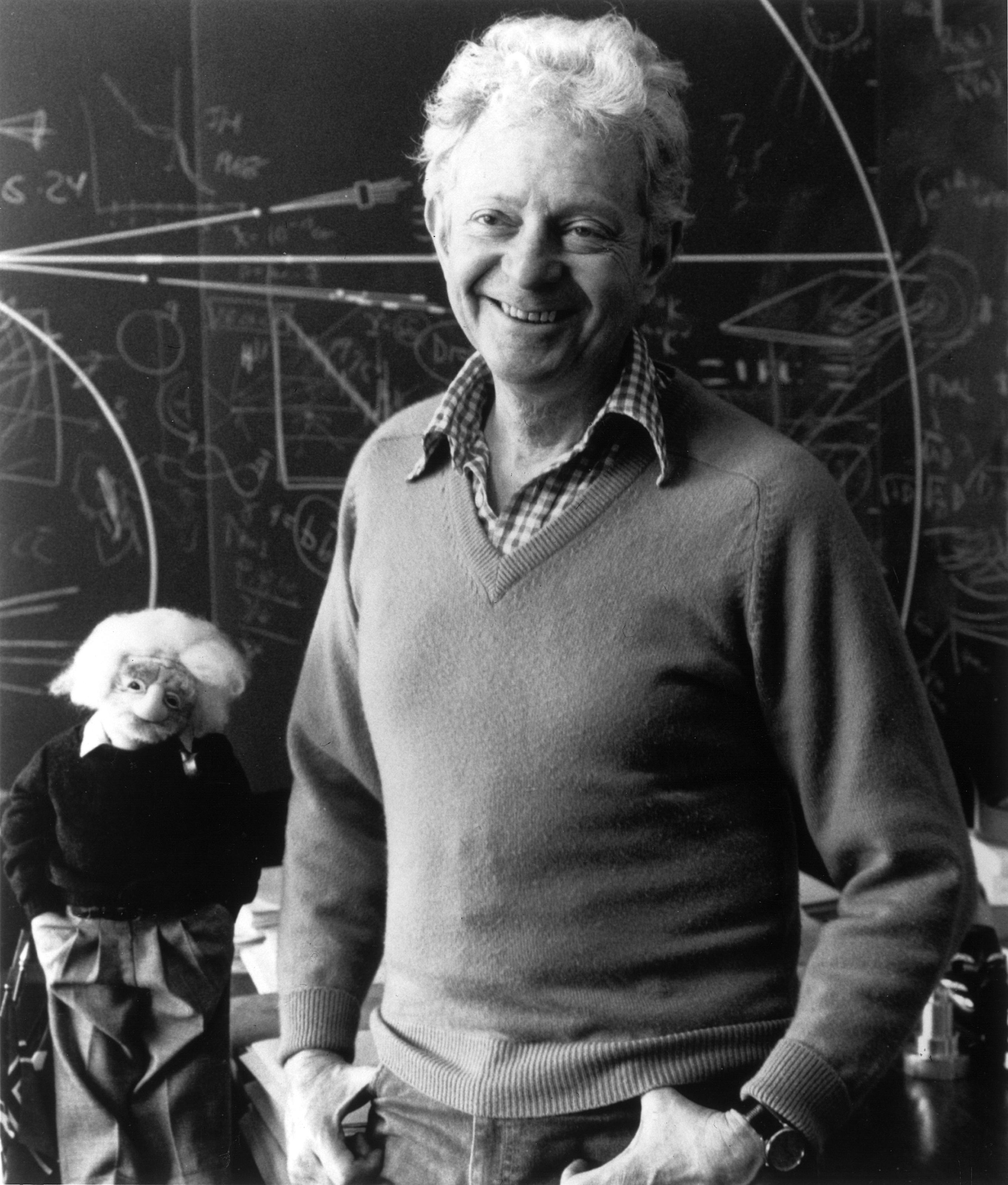
Leon Max Lederman

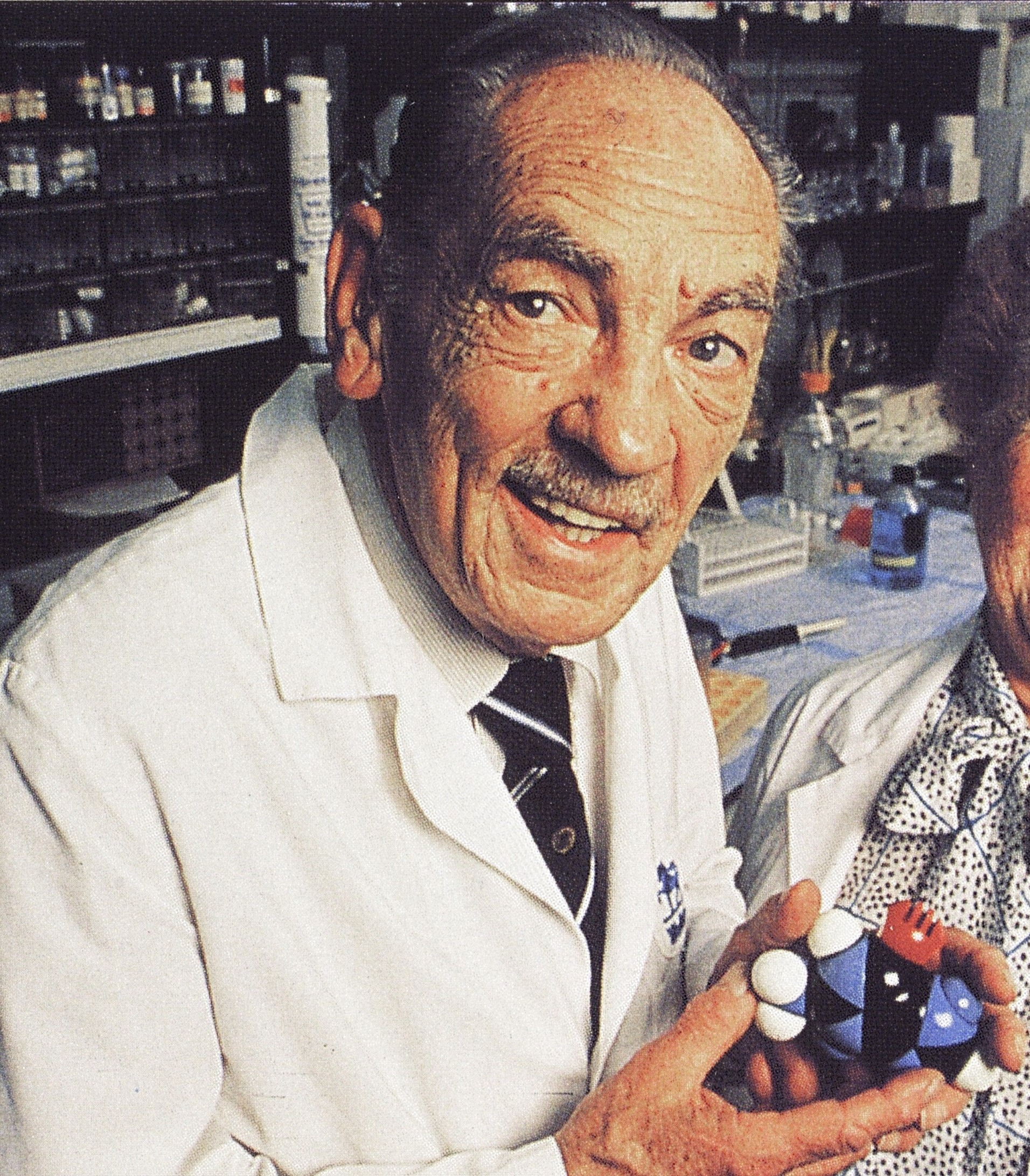
George Herbert Hitchings

- München/Deutschland: 16 Tage nach dem Tod des Bayerischen Ministerpräsidenten Franz Josef Strauß (CSU) wählt der Landtag den CSU-Politiker Max Streibl zum neuen Regierungschef von Bayern.[17]
- Österreich: Die Tageszeitung Der Standard erscheint zum ersten Mal. Ihr Herausgeber Oscar Bronner gibt an, dass er sich bei der Blattgestaltung an der als linksliberal geltenden amerikanischen Zeitung The New York Times orientiert habe.[18]
- Stockholm/Schweden: Die Deutschen Johann Deisenhofer, Robert Huber und Hartmut Michel werden in diesem Jahr den Nobelpreis für Chemie erhalten. Die Stiftung ehrt ihre Arbeiten zur Photosynthese. Der Nobelpreis für Physik wird in diesem Jahr an die Amerikaner Leon Max Lederman, Melvin Schwartz und den 1921 in Bad Kissingen geborenen Jack Steinberger für ihre Forschung auf dem Gebiet der Neutrinos verliehen. Den Nobelpreis für Physiologie oder Medizin werden in diesem Jahr der Brite James Whyte Black sowie die Amerikaner Gertrude Belle Elion und George Herbert Hitchings für ihre Forschungen zur Arzneimitteltherapie erhalten.[19][20][21]

### Samstag, 22. Oktober 1988
- Kailua-Kona/Vereinigte Staaten: Der Ironman Hawaii endet mit Siegen von Paula Newby-Fraser, die in Südafrika lebt, bei den Frauen und von Scott Molina aus den Vereinigten Staaten bei den Herren.[22][23]

### Montag, 24. Oktober 1988
- Wilna/Sowjetunion: Am frühen Morgen des dritten Tags der offiziellen Gründungsversammlung der Reformbewegung Sąjūdis in der Litauischen SSR steht das Ergebnis der Wahl zum Vorsitzenden fest. Gewählt ist Hochschullehrer Vytautas Landsbergis. Die Bewegung ist seit einigen Jahren im Untergrund aktiv und formuliert Litauens Eigenständigkeit als ihr Ziel.[24]

### Samstag, 29. Oktober 1988

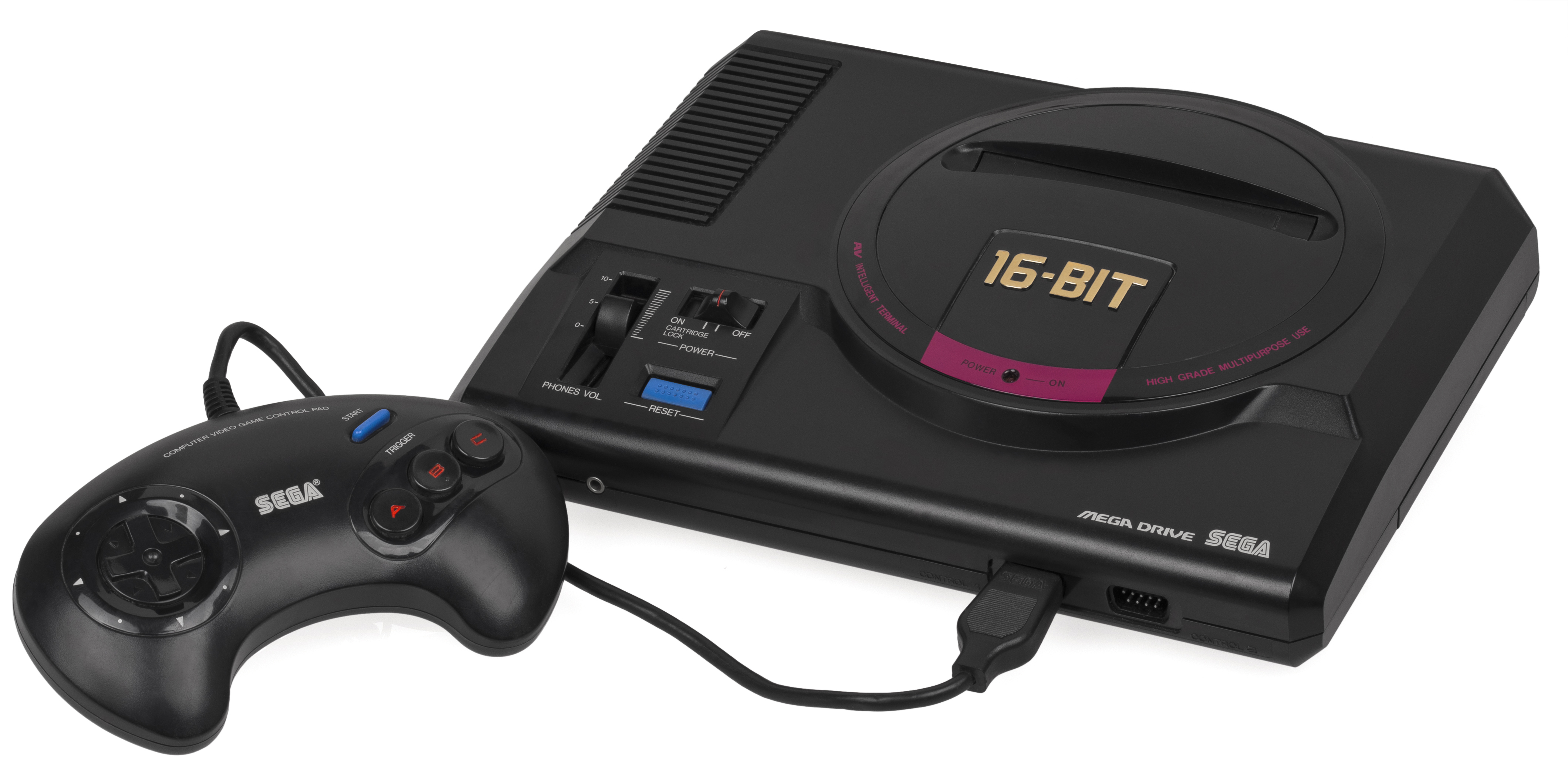
Sega Mega Drive

- Tokio/Japan: Der Hersteller von Spielkonsolen Sega bringt die Modul-Konsole Sega Mega Drive auf den Markt. Sie gilt als letzte Hoffnung des Unternehmens, seinem größten Konkurrenten Nintendo wieder Marktanteile abzunehmen. Diese liegen in Japan und in den Vereinigten Staaten oberhalb der Marke von 90 %.[25]

### Sonntag, 30. Oktober 1988

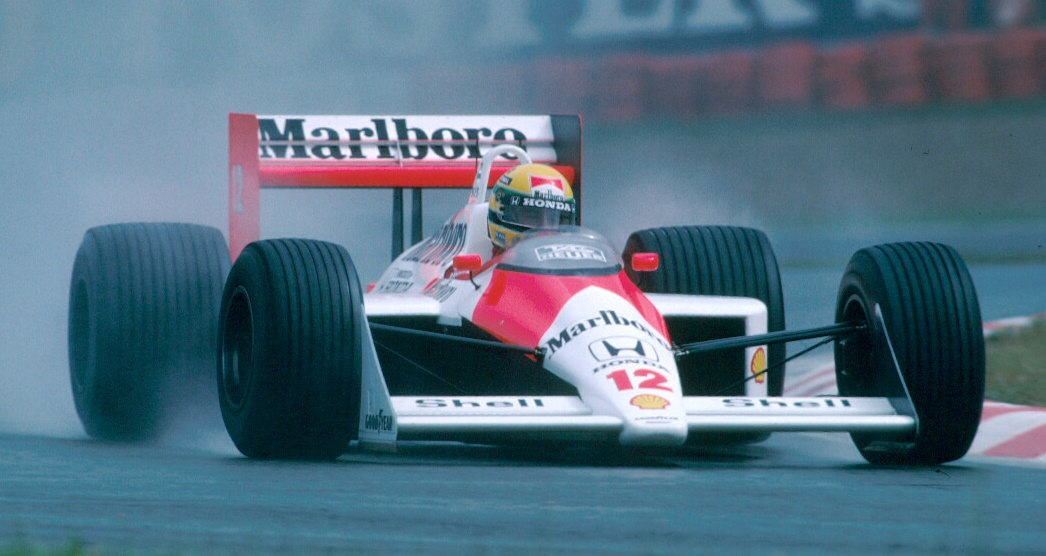
Ayrton Senna

- New York/Vereinigte Staaten: Der Konsumgüterhersteller Philip Morris Cos. einigt sich mit den Hauptaktionären des Nahrungsmittelherstellers Kraft Foods Inc. auf den Abkauf ihrer Anteile für 106 US-Dollar pro Stück und wird nach abgeschlossener Übernahme das britisch-niederländische Unternehmen Unilever als weltweit größter Akteur in der Konsumgüterindustrie ablösen.[26]
- Suzuka/Japan: Im vorletzten Rennen der Formel-1-Saison siegt der Brasilianer Ayrton Senna im McLaren MP4/4 vor seinem französischen Teamkollegen Alain Prost und wird mit diesem Resultat vorzeitig Fahrerweltmeister 1988. Zweiter im Klassement ist Prost.[27]

## Weblinks

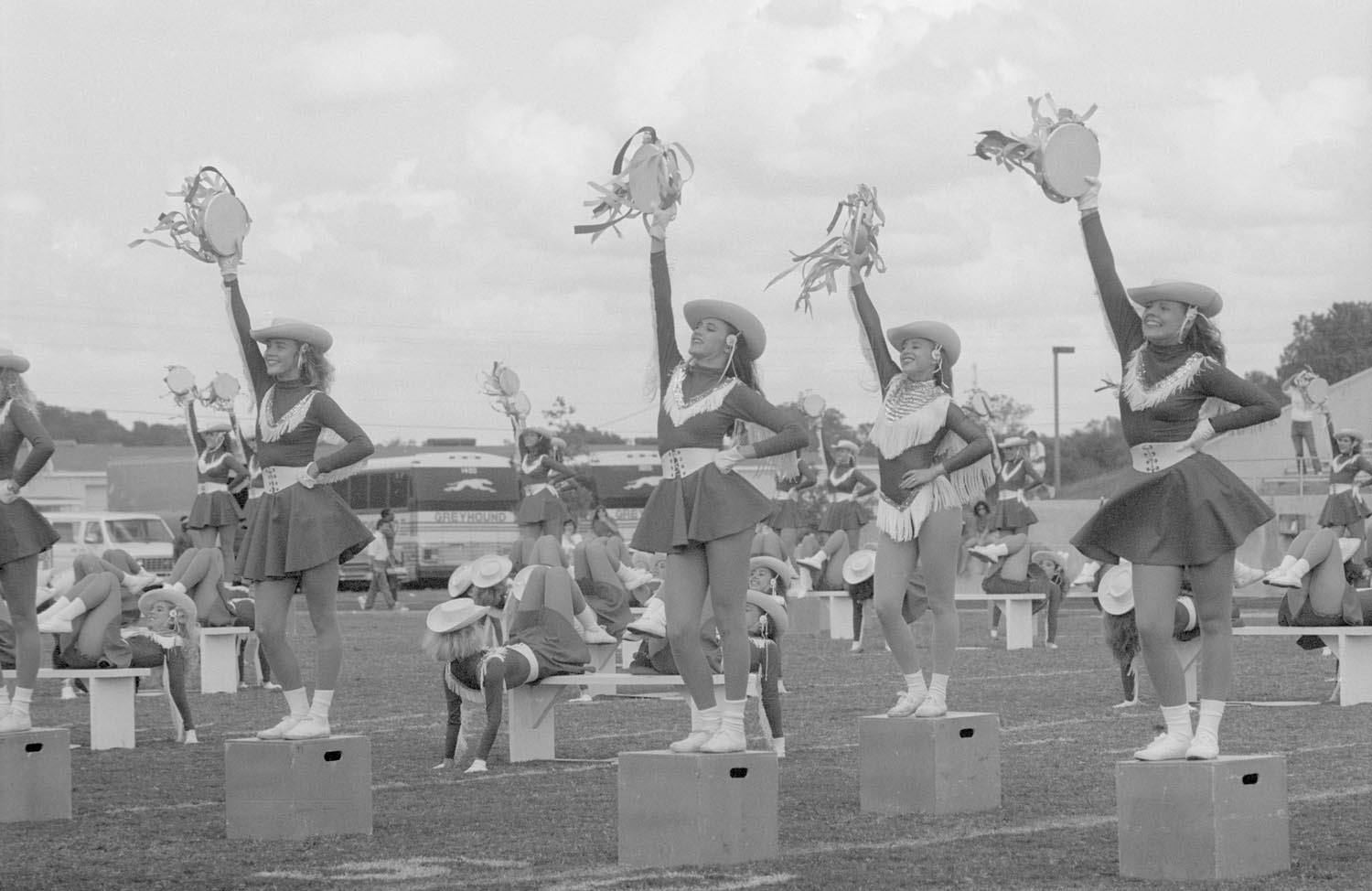
Texas im Oktober 1988